# Polen-Erlasse

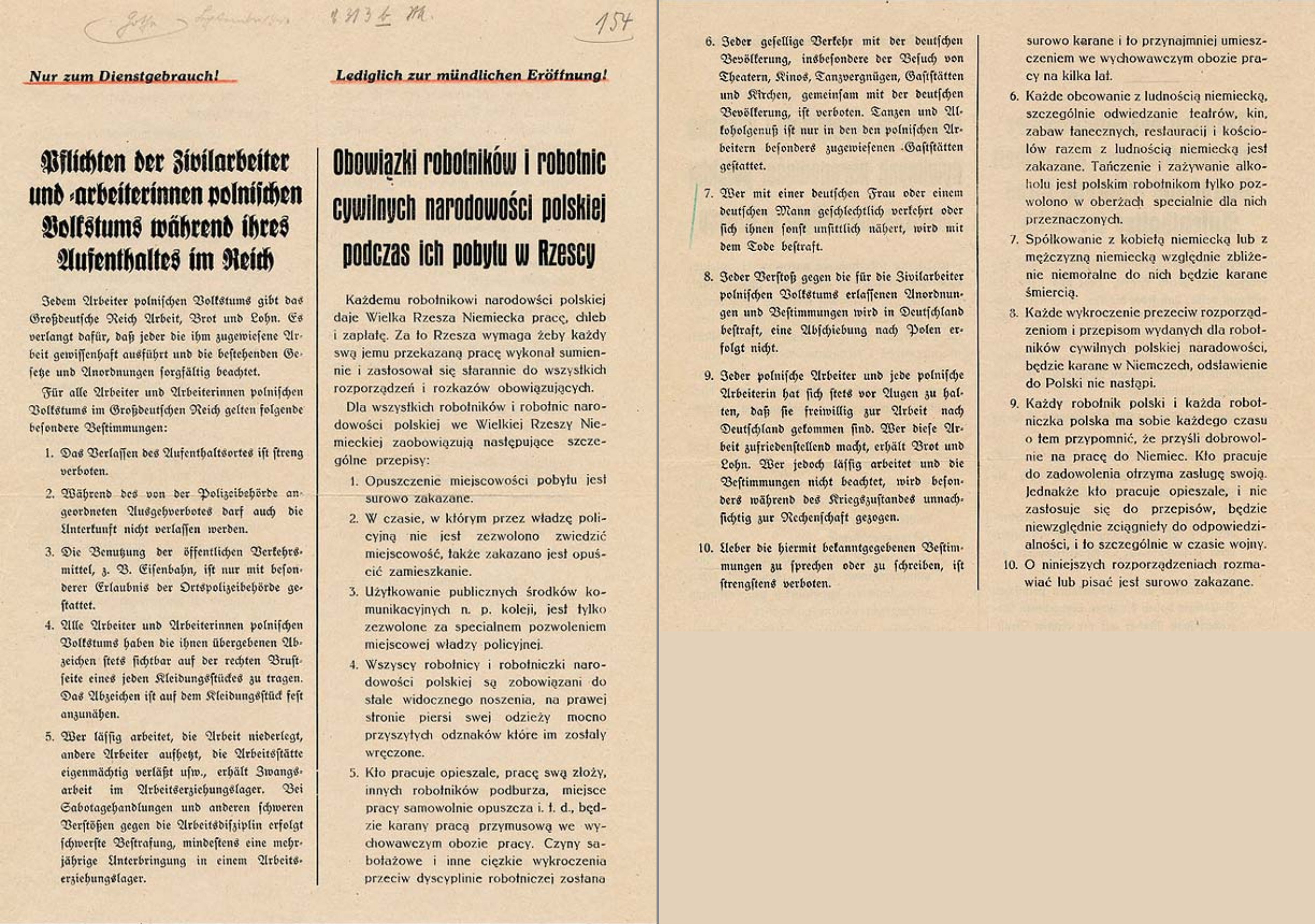
Faksimile von einem der Polen-Erlasse vom 8. März 1940: „Pflichten der Zivilarbeiter und -arbeiterinnen polnischen Volkstums während ihres Aufenthaltes im Reich“

Mit den Erlassen der Reichsregierung vom 8. März 1940, den so genannten Polen-Erlassen, schuf die nationalsozialistische Reichsregierung per Polizeiverordnung ein Sonderrecht für in das Deutsche Reich verschleppte polnische Zwangsarbeiter. Die rassistisch begründete Vorstellung von einer Minderwertigkeit der „Zivilarbeiter“ genannten Zwangsarbeiter und Kriegsgefangenen aus Polen war ein herausstechendes Merkmal dieser Anordnungen.
Die Polen-Erlasse waren erarbeitet worden von der „Geschäftsgruppe Arbeitseinsatz“ der Vierjahresplanbehörde und dem Reichssicherheitshauptamt, das eine eigene Abteilung für „Polenfragen“ eingerichtet hatte. Sie wurden herausgegeben vom „Reichsführer SS und Chef der Deutschen Polizei im Reichsministerium des Innern“ Heinrich Himmler.

## Inhalt der Erlasse

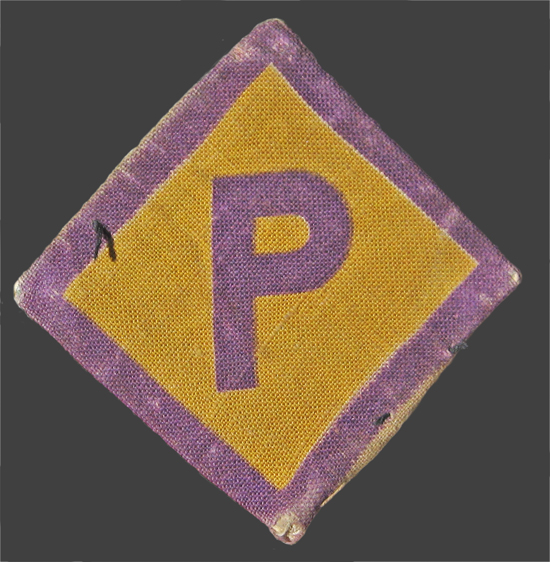
Ein „Polenabzeichen“, das auf Grund der Polen-Erlasse jeder polnische Zwangsarbeiter im Reichsgebiet tragen musste

Die Anordnungen umfassten z. B. folgende Vorschriften:
- Kennzeichnungspflicht für polnische Zwangsarbeiter (ein „P“ musste deutlich sichtbar an jedem Kleidungsstück befestigt werden)
- Geringere Löhne als für deutsche Arbeiter
- Weniger und/oder schlechtere Verpflegung als Deutsche
- Das Verlassen des Aufenthaltsortes war verboten
- Ausgangssperre ab der Dämmerung
- Der Besitz von Geld oder Wertgegenständen, Fahrrädern, Fotoapparaten oder Feuerzeugen war verboten
- Der Besuch von Gaststätten oder Tanzveranstaltungen war verboten
- Die Benutzung von öffentlichen Verkehrsmitteln war verboten

Der Kontakt von Polen mit Deutschen war strengstens verboten, selbst der gemeinsame Kirchenbesuch.
Die strafrechtlichen Bestimmungen (→ Polenstrafrechtsverordnung) wurden teilweise so ausgelegt, dass auch so genannte „unsittliche Berührungen“ bestraft werden konnten. Zuwiderhandlungen wurden mit einer Einweisung in ein Arbeitserziehungslager oder ohne weitere Gerichtsverhandlung mit dem Tode bestraft.

## Verfolgung und Bestrafung durch die Gestapo
Die Geheime Staatspolizei war für die Verfolgung und Bestrafung von Verstößen zuständig. Dabei wurden Kriegsgefangene entgegen der zweiten Genfer Konvention von 1929 verfolgt, in Arbeitserziehungslager eingewiesen oder sogar öffentlich von Mitarbeitern der Geheimen Staatspolizei gehängt.

## „Ostarbeiter-Erlasse“

Ostarbeiterabzeichen für sowjetische Zwangsarbeiter

Nach dem deutschen Angriff auf die Sowjetunion kamen im „Ostarbeiter-Erlass“ vom 20. Februar 1942 nach dem Vorbild der Polen-Erlasse noch schärfer gefasste Bestimmungen für sowjetische Kriegsgefangene und Zivilarbeiter (sogenannte Ostarbeiter) und Deportierte hinzu. Zu den Erlassen wurden schriftliche Anordnungen an die lokalen Verwaltungs- und Polizeistellen sowie die Betriebsführer herausgegeben.
Die „Ostarbeiter-Erlasse“ enthielten z. B. folgende Bestimmungen:
- Verbot, den Arbeitsplatz zu verlassen
- Verbot, Geld und Wertgegenstände zu besitzen
- Verbot, Fahrräder zu besitzen
- Verbot, Fahrkarten zu erwerben
- Verbot, Feuerzeuge zu besitzen
- Kennzeichnungspflicht: ein Stoffstreifen mit der Aufschrift „Ost“ musste gut sichtbar auf jedem Kleidungsstück befestigt werden
- Die Betriebsführer und Vorarbeiter besaßen ein Züchtigungsrecht.
- schlechtere Verpflegung als für Deutsche
- weniger Lohn als Deutsche
- Verbot jeglichen Kontakts mit Deutschen, selbst der gemeinsame Kirchenbesuch war verboten.
- gesonderte Unterbringung der Ostarbeiter, nach Geschlechtern getrennt
- Bei Nichtbefolgen von Arbeitsanweisungen bzw. Widersetzlichkeiten drohte die Einweisung in ein Arbeitserziehungslager, die Bedingungen in diesen Lagern ähnelten denjenigen eines Konzentrationslagers.
- Strenges Verbot des Geschlechtsverkehrs mit Deutschen; darauf stand zwingend die Todesstrafe.

Damit können die „Ostarbeiter-Erlasse“ als konsequente Umsetzung der rassistischen und antisemitischen Ideologie des Nationalsozialismus auf die Zwangsarbeit angesehen werden (vgl. Untermensch).
Als man gegen Kriegsende die sowjetischen Arbeiter dringender benötigte, wurde die bisherige Kennzeichnung „Ost“ umgeändert und die Ostarbeiter erhielten nun andere Abzeichen, etwa mit einem Andreaskreuz, einem Georgskreuz etc. Dies sollte eine Art gesellschaftlichen Aufstieg verdeutlichen. „Der ‚Untermensch‘ war zum Bürger ernannt worden!“
Trotz allem wurde bis zum Kriegsende die rassistische Hierarchie zwischen (absteigend) Deutschen, Skandinaviern, Engländern und Franzosen, Italienern, Polen, Russen und Juden aufrechterhalten.

## „Ausländerkinder-Pflegestätten“
Ein erst seit einigen Jahren beachtetes Kapitel ist das Schicksal der Kinder von Zwangsarbeiterinnen, besonders der „Ostarbeiterinnen“. Laut Reichsführer SS Heinrich Himmler sollten Schwangerschaften und Geburten von „Fremdarbeitern“ tunlichst vermieden werden. Auch bestand für „Ostarbeiterinnen“ keinerlei Mutterschutz oder Fürsorgemaßnahmen, so dass sie bis kurz vor der Entbindung weiter arbeiten mussten. Für sie gab es eigene Krankenbaracken, Entbindungseinrichtungen, Säuglings- und Kinderheime und Kreißsäle, in denen oft unhygienische Bedingungen herrschten. Schon bald nach der Entbindung mussten die Zwangsarbeiterinnen ihre Arbeit wieder aufnehmen. Die überlebenden Kinder wurden ihren Müttern häufig weggenommen und in sogenannte (auf Befehl Heinrich Himmlers eingerichtete) Ausländerkinder-Pflegestätten gebracht, deren Zustände an Konzentrationslager erinnerten. Diese „Ausländerkinder-Pflegestätten“ hatten kein anderes Ziel, als die „unerwünschten“ Kinder unbemerkt von der Öffentlichkeit verkümmern zu lassen (vgl. Jugendkonzentrationslager, NS-Krankenmorde, Erziehung im Nationalsozialismus).

## Opferzahlen
Laut einer „Führerinformation des Reichsministeriums der Justiz“ im Kontext zur Polenstrafrechtsverordnung wurden allein im ersten Halbjahr 1942 insgesamt 1146 Todesurteile ausgesprochen, von denen 530 gegen Polen ergingen. Aufgezählt werden u. a. Delikte wie Hochverrat, Schwarzschlachtungen, unbefugter Waffenbesitz oder Aufsässigkeiten gegen deutsche Dienstherren.